# Halictus mucoreus
Halictus mucoreus är en biart som beskrevs av Eduard Friedrich Eversmann 1852. Halictus mucoreus ingår i släktet bandbin, och familjen vägbin. Inga underarter finns listade i Catalogue of Life.